# 会展中心站 (郑州市)
会展中心站是郑州地铁1号线和4号线的换乘站，位于中华人民共和国河南省郑州市金水区如意湖街道郑东新区CBD南侧商务外环路与商务西八街路口东北侧，开通于2013年12月28日。

## 車站結構
会展中心站主体结构位于会展西游园地下，分为1号线车站和4号线车站两部分，1号线车站呈东西走向，4号线车站位于1号线车站以北，呈南北走向，与1号线车站呈“T”形交叉。

### 车站楼层
会展中心站1号线车站的主体结构为地下二层车站，B1层为站厅层，B2层为1号线站台层。4号线车站的主体结构为地下三层车站，B1层为站厅层，B3层为4号线站台层。

#### 1号线车站楼层
| 1F  | 地面     | A-C出入口                                                         | A-C出入口                                                         | A-C出入口                                                         |
| B1F | 站厅     | 客服中心、自动售票机、行李检查、闸机、车站控制室 连通 █ 4号线站厅 | 客服中心、自动售票机、行李检查、闸机、车站控制室 连通 █ 4号线站厅 | 客服中心、自动售票机、行李检查、闸机、车站控制室 连通 █ 4号线站厅 |
| B2F | █ 1号线  | 往河南工业大学方向（民航路）                                      | 往河南工业大学方向（民航路）                                      | 往河南工业大学方向（民航路）                                      |
| B2F | 岛式站台 | 卫生间                                                            | 至站厅 至 █ 4号线站台                                             |                                                                   |
| B2F | █ 1号线  | 往河南大学新区方向（黄河南路）                                    | 往河南大学新区方向（黄河南路）                                    | 往河南大学新区方向（黄河南路）                                    |

#### 4号线车站楼层
| 1F  | 地面     | D、E出入口                                                        | D、E出入口                                                        | D、E出入口                                                        |
| B1F | 站厅     | 客服中心、自动售票机、行李检查、闸机、车站控制室 连通 █ 1号线站厅 | 客服中心、自动售票机、行李检查、闸机、车站控制室 连通 █ 1号线站厅 | 客服中心、自动售票机、行李检查、闸机、车站控制室 连通 █ 1号线站厅 |
| B3F | █ 4号线  | 往老鸦陈方向（中央商务区）                                        | 往老鸦陈方向（中央商务区）                                        | 往老鸦陈方向（中央商务区）                                        |
| B3F | 岛式站台 | 卫生间                                                            | 至站厅                                                            | 至 █ 1号线站台                                                    |
| B3F | █ 4号线  | 往郎庄方向（商鼎路）                                              | 往郎庄方向（商鼎路）                                              | 往郎庄方向（商鼎路）                                              |

### 站厅
会展中心站的1号线车站和4号线车站各设1座站厅，均设有客服中心、自动售票机、行李检查等设施。站厅由闸机和栏杆分隔为付费区和非付费区，4号线站厅的南端与1号线站厅连通，付费区和非付费区均互相连接。两座站厅的付费区内均设有自动扶梯、步梯和无障碍电梯，连接对应的站台。4号线站厅近D口通道处设有卫生间和母婴室。

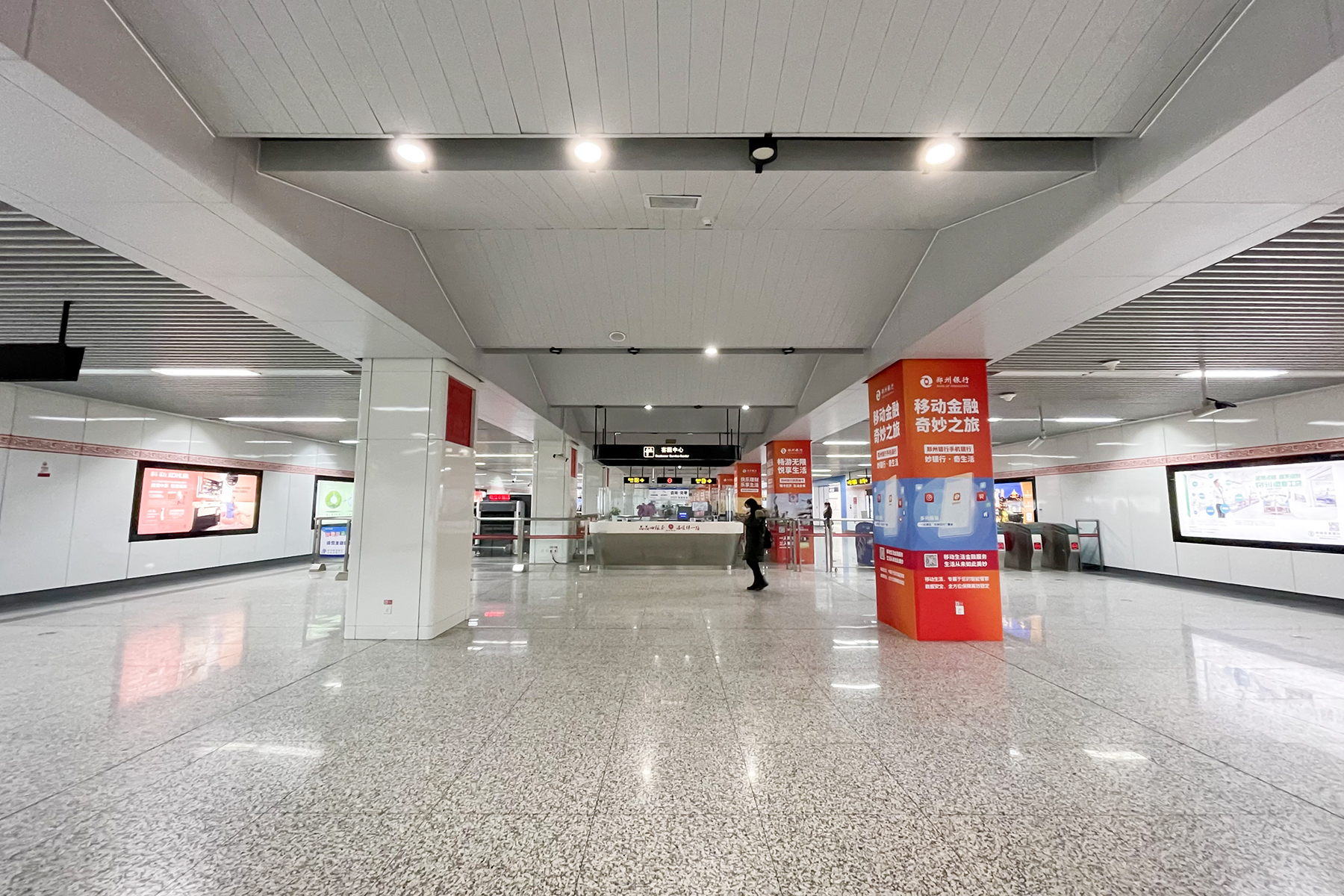
1号线站厅
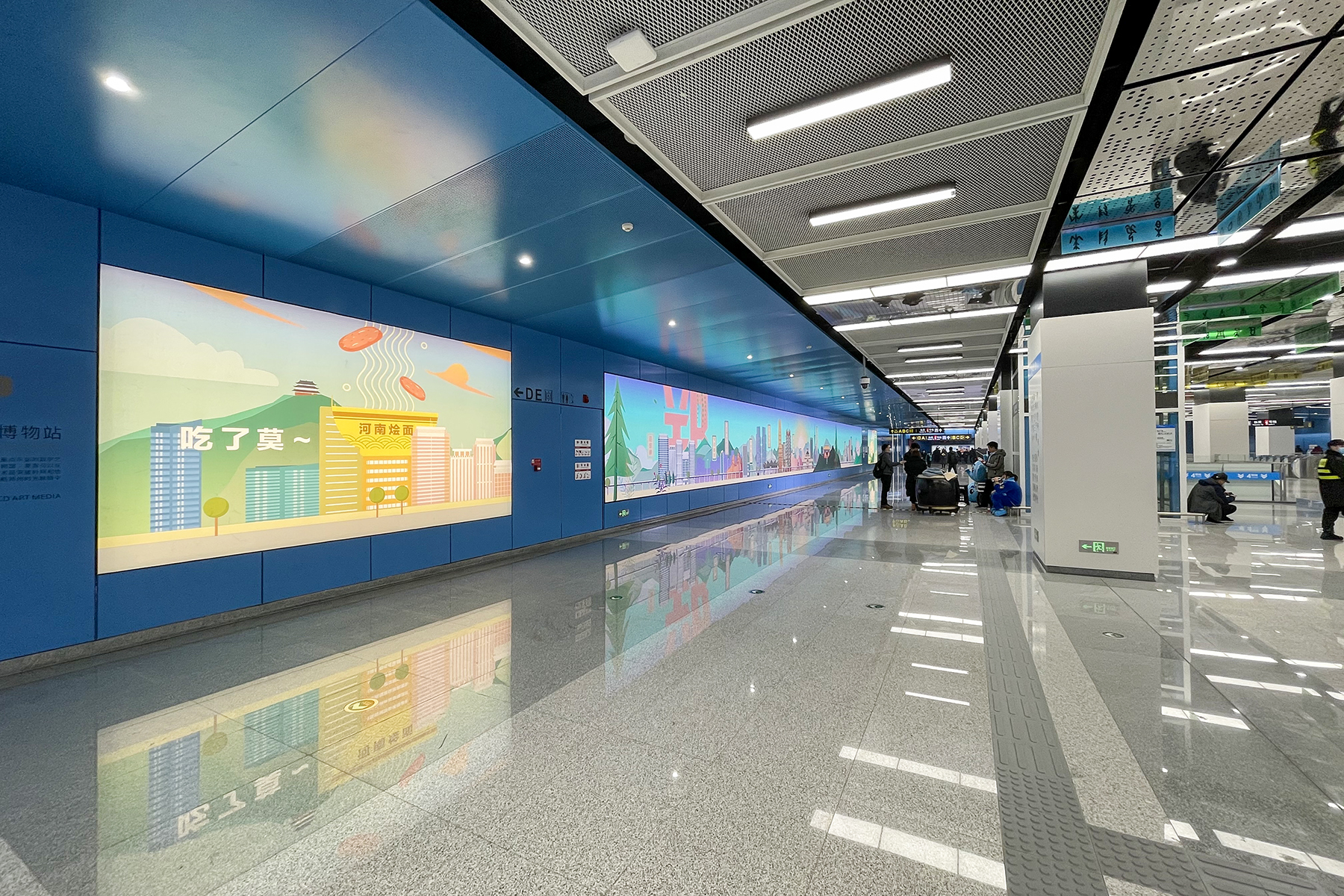
4号线站厅及用作文化展示的大屏幕
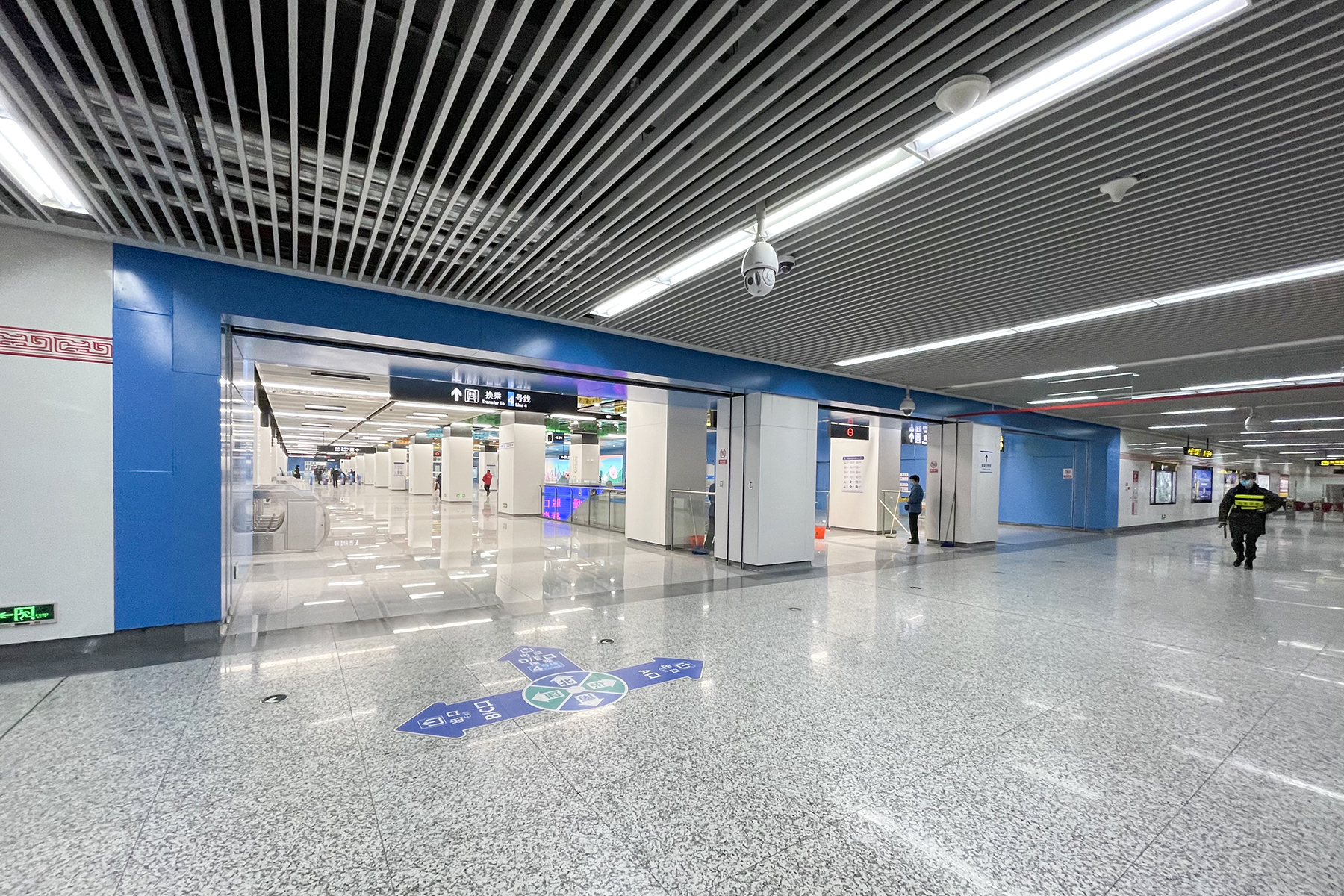
1号线与4号线站厅连通处

### 站台
会展中心站的1号线车站和4号线车站各设1座岛式站台，均安装有高站台门。1号线站台位于B2层，呈东西向，南侧站台面由下行（河南大学新区方向）列车使用，北侧站台面由上行（河南工业大学方向）列车使用。4号线站台位于B3层，呈南北向，西侧站台面由下行（郎庄方向）列车使用，东侧站台面由上行（老鸦陈方向）列车使用，并在站台北端设有卫生间和母婴室。两座岛式站台呈“T”形相交，在4号线站台南端设有通道通往1号线站台中部，形成T形换乘节点。

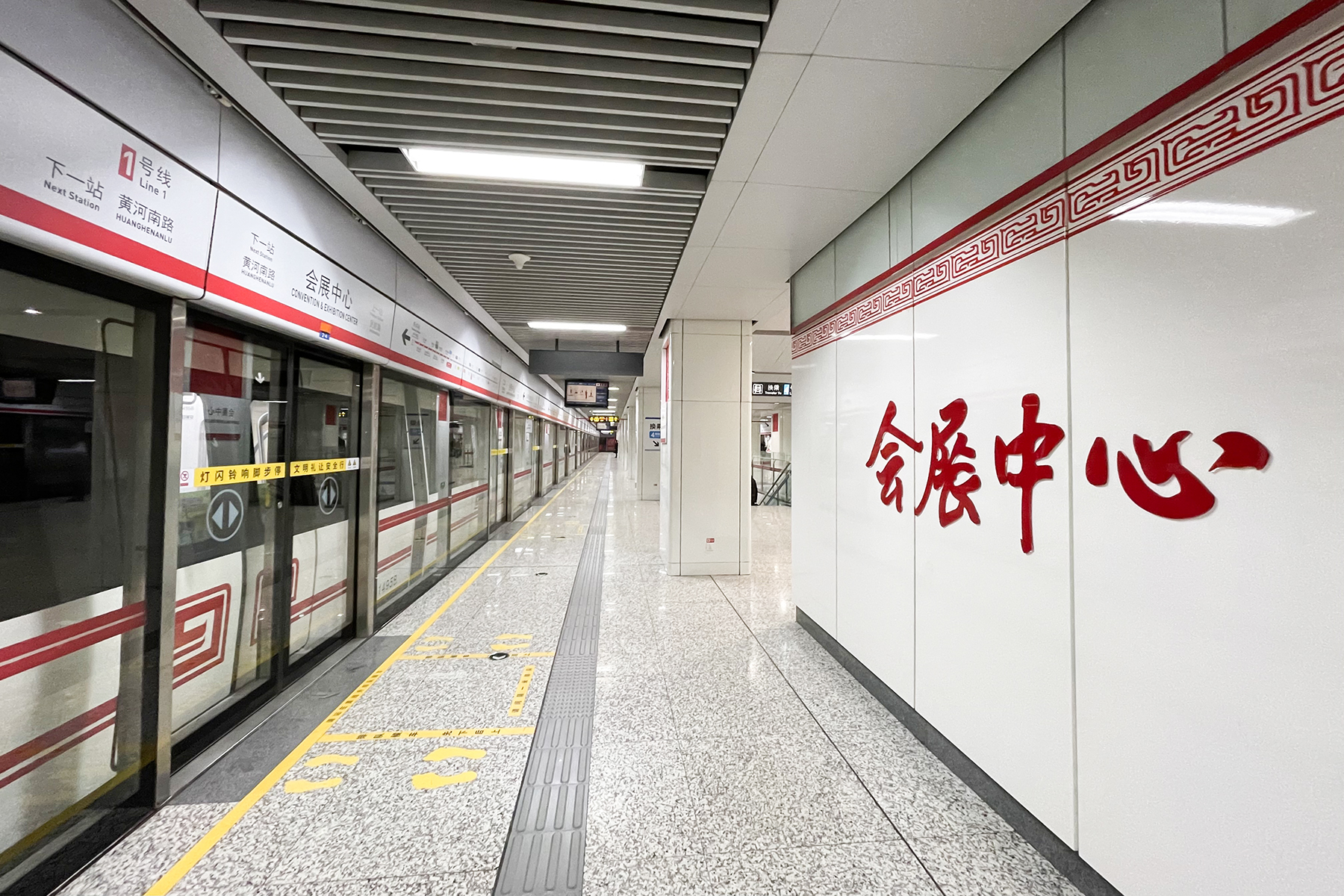
1号线站台上的站名大字壁
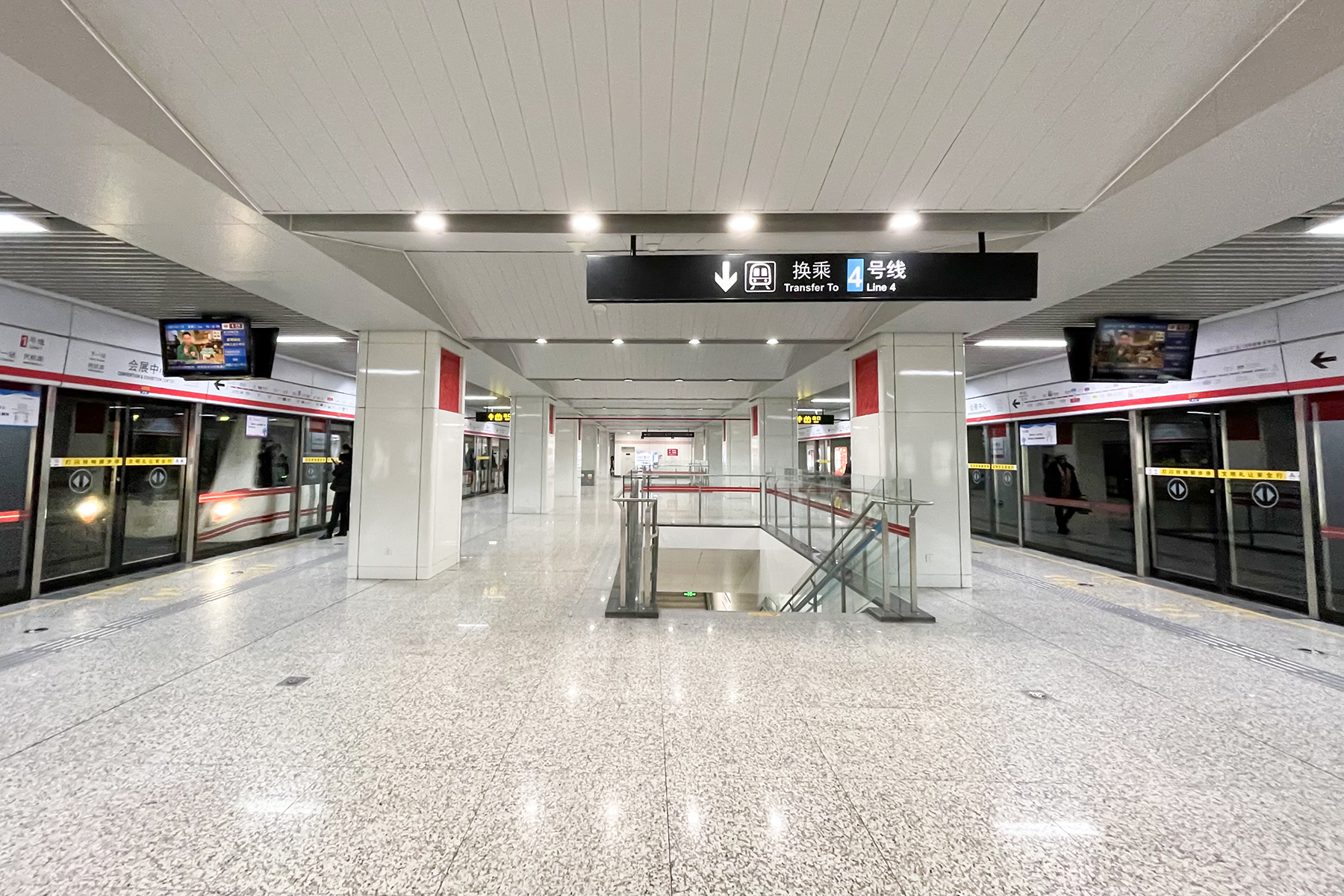
1号线站台及通往4号线站台的楼梯
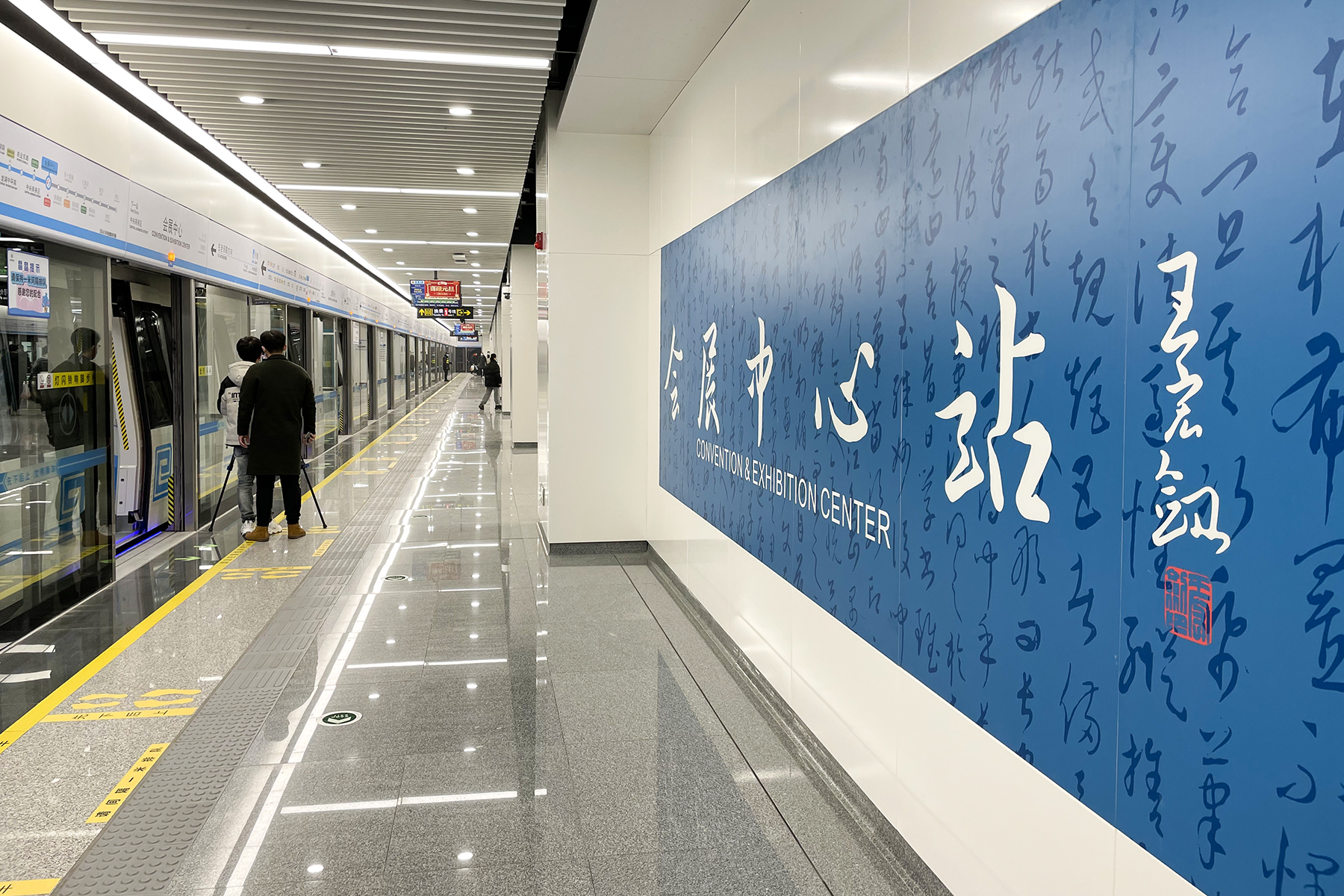
4号线站台上的站名大字壁
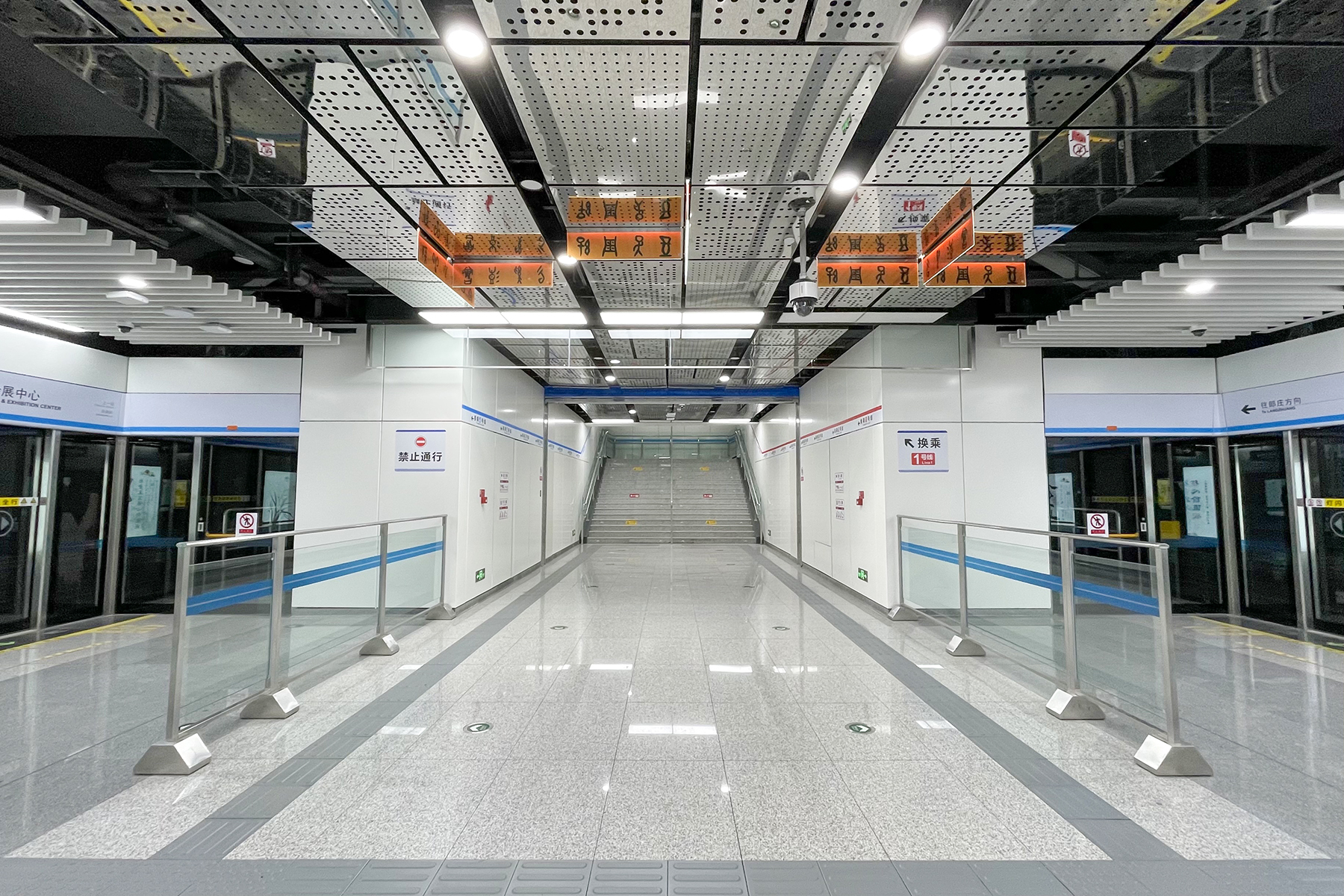
4号线站台南端及通往1号线站台的楼梯

### 出入口
会展中心站共开通有A、B、C、D、E共5个出入口。该站的A-C口连接1号线站厅的非付费区，其中A口位于商务外环路北侧，B口在地面目前只开通B1口，位于商务外环路与商务西八街交叉口东北角，C口又分为C1口和C2口，分别位于商务西八街的西侧和东侧。该站的D、E口连接4号线站厅的非付费区，其中D口位于商务内环路与商务西八街交叉口的东南角，E口又分为E1、E2、E3三个口，其中E1口位于商务内环路南侧，E2和E3口则位于商务内环路北侧。B1口、E1口和E3口设有无障碍电梯。
该站已开通的各出入口信息如下表所示。
| 会展中心外环  | 会展中心外环    | 会展中心外环 | 会展中心外环     | 会展中心外环 |
| 编号          | 路线            | 路线         | 路线             | 备注         |
| ------------- | --------------- | ------------ | ---------------- | ------------ |
| 205           | 民航花园公交站  | ⇆            | 大石桥           |              |
| 265           | 博学路公交站    | ⇆            | 紫荆山花园路     |              |
| S129          | 农业路中州大道  | ⇆            | 通泰路陇海路     |              |
| S207          | 河南大学        | ⇆            | 会展中心         |              |
| S216          | 郑汴路中州大道  | ⇆            | 商务外环路众意路 |              |
| S603          | 会展中心外环    | ⇆            | 金融岛琨迪公寓   |              |
| CBD外环便民车 | 会展中心地铁A口 | ↻            | 会展中心地铁A口  |              |

| 会展中心外环  | 会展中心外环    | 会展中心外环 | 会展中心外环     | 会展中心外环 |
| 编号          | 路线            | 路线         | 路线             | 备注         |
| ------------- | --------------- | ------------ | ---------------- | ------------ |
| 205           | 民航花园公交站  | ⇆            | 大石桥           |              |
| 265           | 博学路公交站    | ⇆            | 紫荆山花园路     |              |
| S129          | 农业路中州大道  | ⇆            | 通泰路陇海路     |              |
| S207          | 河南大学        | ⇆            | 会展中心         |              |
| S216          | 郑汴路中州大道  | ⇆            | 商务外环路众意路 |              |
| S603          | 会展中心外环    | ⇆            | 金融岛琨迪公寓   |              |
| CBD外环便民车 | 会展中心地铁A口 | ↻            | 会展中心地铁A口  |              |

| 会展中心地铁C口 | 会展中心地铁C口    | 会展中心地铁C口 | 会展中心地铁C口    | 会展中心地铁C口 |
| 编号            | 路线               | 路线            | 路线               | 备注            |
| --------------- | ------------------ | --------------- | ------------------ | --------------- |
| S106            | 北三环文化路       | ⇆               | 会展中心地铁C口    |                 |
| CBD内环便民车   | 商务内环路九如东路 | ↺               | 商务内环路九如东路 |                 |

| 会展中心内环  | 会展中心内环       | 会展中心内环 | 会展中心内环       | 会展中心内环           |
| 编号          | 路线               | 路线         | 路线               | 备注                   |
| ------------- | ------------------ | ------------ | ------------------ | ---------------------- |
| B19           | 省体育中心         | ⇆            | 会展中心内环       | 原B19路与219路并线而成 |
| S129          | 农业路中州大道     | ⇆            | 通泰路陇海路       |                        |
| CBD内环便民车 | 商务内环路九如东路 | ↺            | 商务内环路九如东路 |                        |

| 会展中心 | 会展中心     | 会展中心 | 会展中心 | 会展中心 |
| 编号     | 路线         | 路线     | 路线     | 备注     |
| -------- | ------------ | -------- | -------- | -------- |
| G37      | 兴国路公交站 | ⇆        | 会展中心 |          |
| 193      | 通站路公交站 | ⇆        | 会展中心 |          |

## 车站装饰
会展中心站站厅内设有一座名为“荟萃中原”的文化墙，原设于1号线站厅，因原位置影响与4号线站厅互通，在4号线开通前迁移至4号线站厅的非付费区。该文化墙运用花岗岩、汉白玉、铜、贴金箔、马赛克渐变陶瓷等材料制作，画面以郑州国际会展中心为主体，中心为金色的郑州市花月季浮雕。出现在画面中的郑州本地建筑还有该站附近的的绿地中心·千玺广场和河南艺术中心。此外，画面中还有悉尼歌剧院、帕特农神庙、香港会展中心、上海国际会议中心等世界知名建筑，以体现国际化。
会展中心站的4号线车站以甲骨文为装饰主题，站内的一些提示标语下方配有对应的甲骨文，站厅和站台的天花板和立柱上也装饰以甲骨文及诗词文字。

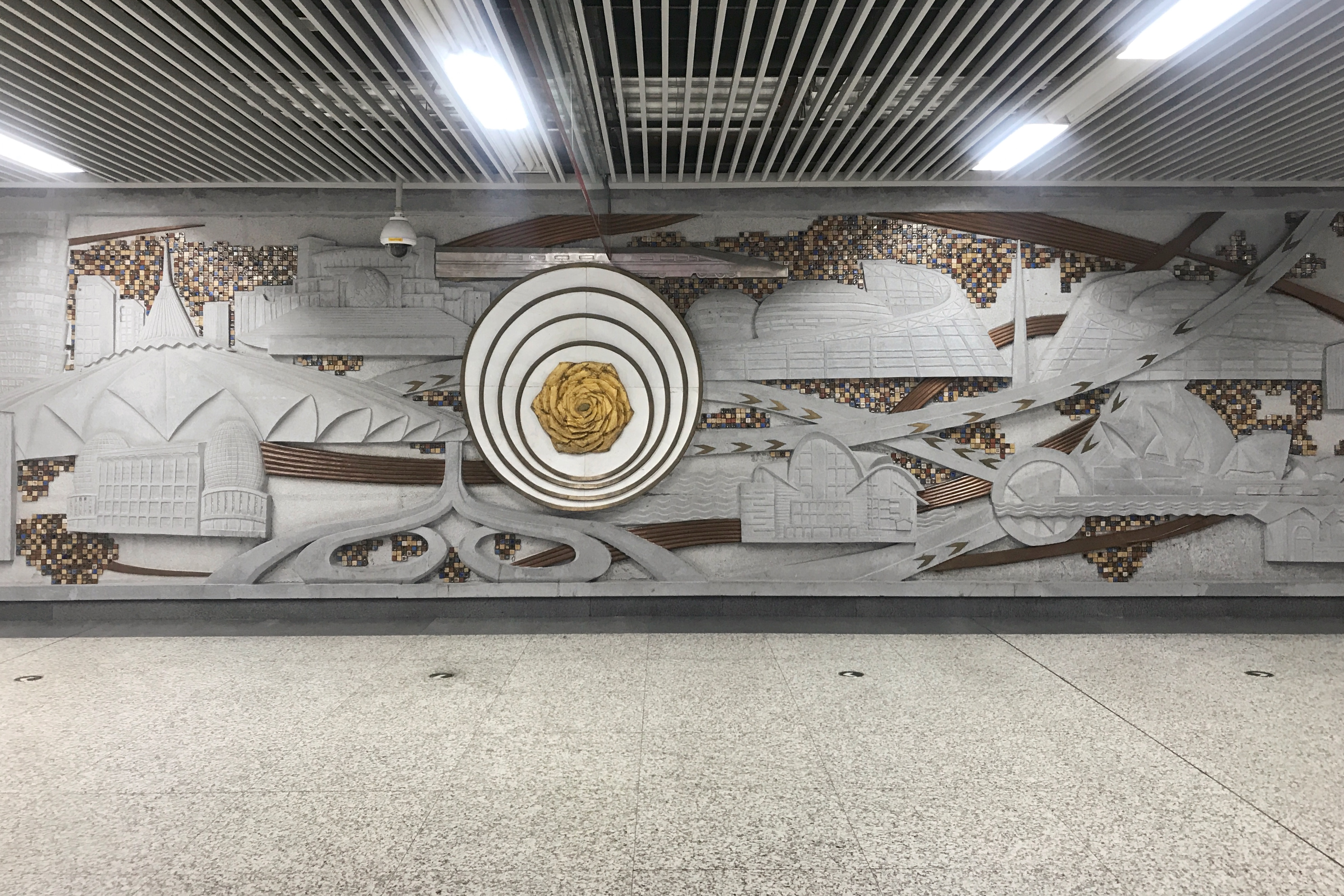
原位于1号线站厅的“荟萃中原”文化墙（2019年5月）
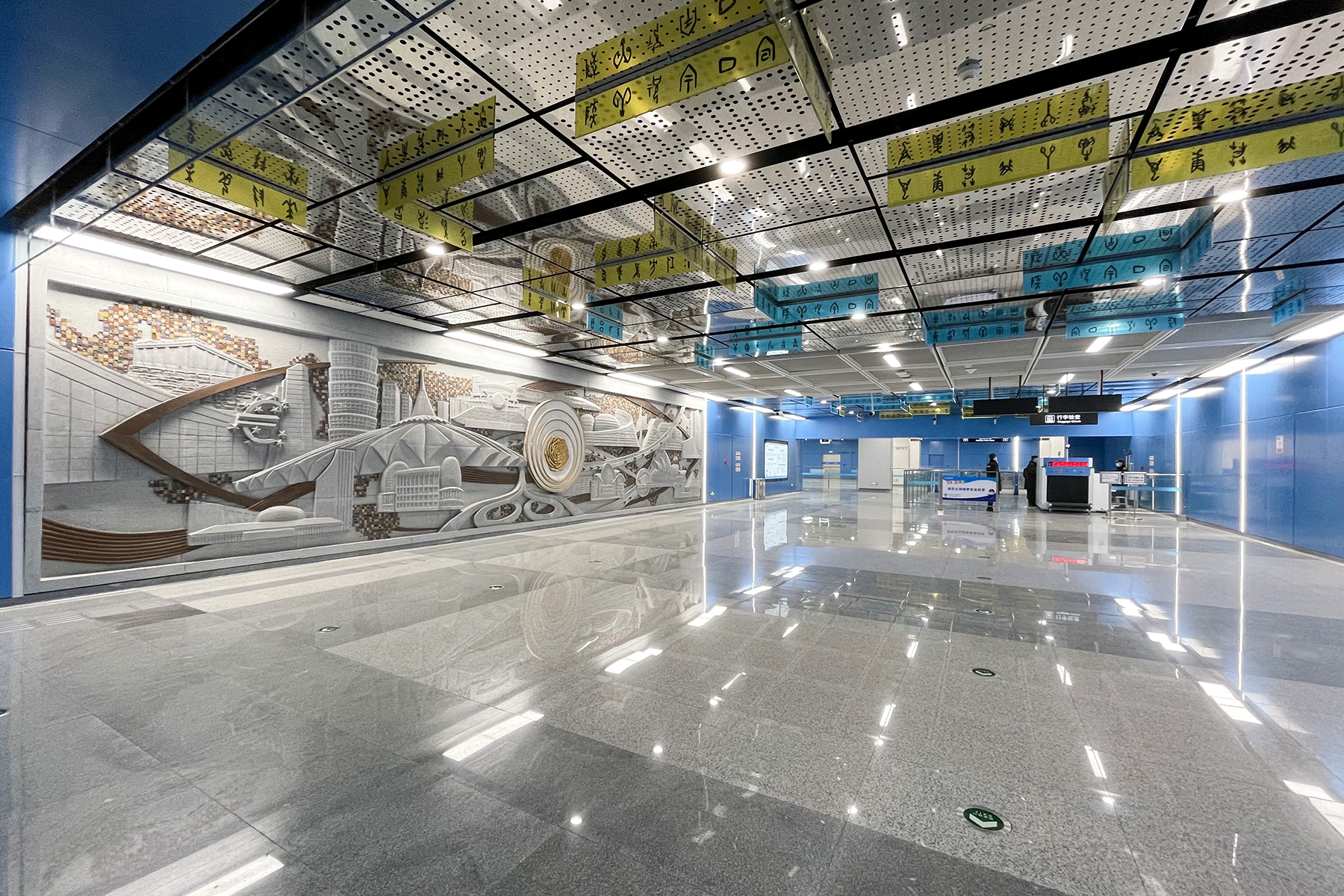
已移至4号线站厅的“荟萃中原”文化墙（2021年1月）

## 历史
会展中心站于2013年12月28日随1号线一期的开通运行而启用。2020年12月26日，4号线会展中心站随4号线的开通而启用，该站成为1号线和4号线的换乘站。
2023年8月8日，该站A出入口受施工影响而暂时关闭。同月28日，C2出入口亦受施工影响而暂时关闭。